# 牛广明
牛广明（1955年2月—），男，汉族，山西定襄人，中华人民共和国政治人物，曾任农工党中央常委、内蒙古自治区委主委、内蒙古自治区政协副主席，全国政协委员。

## 生平
2008年，当选第十一届全国政协委员，代表中国农工民主党，分入第十组。